# Epopeia de Sundiata
L'Epopeia de Sundiata (també Epopeia de Sunyata) és un poema èpic del poble mandenkàs que narra la història de l'heroi Sundiata Keïta, fundador de l'Imperi de Mali. Ha estat transmesa al llarg dels segles gràcies a la narració oral dels poetes griots de l'Àfrica Occidental.

## Context històric i significat
L'Epopeia de Sundiata ha estat objecte d'àmplia discussió acadèmica. Malgrat que n'hi ha informació disponible del segle xiii a Mali, que es pot obtenir per fonts àrabs com l'historiador Ibn Khaldun, existeix una severa limitació de documentació escrita d'aquest període. Per això l'evidència oral de l'antic Mali és especialment crítica. Tot i que els historiadors occidentals han donat preferència als registres escrits, la tradició oral, inclosa l'Epopeia de Sundiata, ha guanyat recentment reconeixement com a demostració important de la rica herència cultural africana, així com una construcció literària legítima. Reflecteix els estadis primerencs de les tradicions d'Àfrica Occidental, quan les diferents influències culturals encara s'estaven entrellaçant. El coneixement de la història de Mali al segle xiii prové en gran part de la tradició de Sundiata. L'Epopeia de Sundiata és encara hui part integral de la cultura mandenkà. La recerca etnogràfica ha revelat que la història continua sent explicada una vegada i altra per griots i amb actuacions rituals amb màscares. Hui, l'Epopeia de Sundiata s'ha convertit en una lliçó d'història que reben els alumnes de les escoles de primària de Mali, Gàmbia, Senegal i Guinea.